# Klein Gottschow
Klein Gottschow ist ein Ortsteil der Gemeinde Groß Pankow (Prignitz) im Landkreis Prignitz, Brandenburg. Zu Klein Gottschow gehören die Gemeindeteile Simonshagen und Guhlsdorf. Insgesamt leben ca. 170 Einwohner im Ortsteil.

## Geographie
Der Groß Pankower Ortsteil Klein Gottschow liegt in der historischen Landschaft Prignitz östlich der Stadt Perleberg. Naturräumlich befindet sich Klein Gottschow im Nordbrandenburgischen Platten- und Hügelland.
Charakteristisch für den Ortsteil ist, dass er von einem in West-Ost-Richtung verlaufenden, bewaldeten Endmoränenzug zweigeteilt wird. Nördlich liegt das Dorf Klein Gottschow, südlich Simonshagen und der Rundling Guhlsdorf. Benannte Gipfel der Hügelkette sind von West nach Ost unter anderem Weidberg (82,2 m), Semmelberg (82,9 m), Butterberg (85,0 m), Eierberg (90,6 m) und Heidberg (85,9 m), bis sich im Osten die Kronsberge anschließen, in denen mit etwa 99 Metern über dem Meeresspiegel der höchste Punkt des Ortsteils erreicht wird.
Der tiefste Punkt des Ortsteils liegt im Norden am Retziner Mühlbach auf etwa 39 Metern über dem Meeresspiegel. Die südliche Grenze zur Nachbargemeinde Plattenburg wird durch den Jeetzbach markiert. Beide Gewässer verlaufen in Westrichtung.
Durch den Gemeindeteil Guhlsdorf führt die brandenburgische Landesstraße L 103. Von ihr zweigt die Kreisstraße K7016 nach Simonshagen und Klein Gottschow ab. Die Bahnstrecke Wittenberge–Strasburg verläuft ebenfalls durch den Ortsteil, doch der jenseits der Grenze zum nördlich benachbarten Ortsteil Retzin gelegene Bahnhof Rohlsdorf-Gottschow ist nicht mehr in Betrieb.

## Geschichte
Die urkundlichen Ersterwähnungen der Dörfer datieren für Klein Gottschow auf 1345, Guhlsdorf 1367 und Simonshagen 1424. Die Ortsnamen deuten darauf hin, dass es sich bei Klein Gottschow um eine slawische Gründung, bei den anderen Gemeindeteilen um deutsche Siedlungen handelt.
Am 1. Januar 1974 wurde Guhlsdorf nach Klein Gottschow eingemeindet.  Am 31. Dezember 2002 entstand die Gemeinde Groß Pankow (Prignitz) durch Zusammenschluss mehrerer zuvor eigenständiger Gemeinden, darunter Klein Gottschow.

## Kultur und Sehenswürdigkeiten
Die Klein Gottschower Feldsteinkirche stammt aus der ersten Hälfte des 14. Jahrhunderts. Sie besitzt einen außergewöhnlichen Turmaufsatz, der von außen über eine Freitreppe zu erreichen ist. Im Inneren beherbergt die Kirche einen Kanzelaltar von 1727 und eine Lütkemüller-Orgel von 1863. Eine Sanierung der Kirche wurde in den Jahren 1992/93 durchgeführt.
Die Guhlsdorfer Fachwerkkirche wurde im 17. Jahrhundert erbaut. Ihr Kanzelaltar ist von 1712. Der Kirchturm wurde im Jahr 2002 restauriert.
Auf der Liste der Baudenkmale in Groß Pankow (Prignitz) stehen zudem Stall- und Speichergebäude des Vorwerks Simonhagen.